# La strada per El Dorado
La strada per El Dorado (The Road to El Dorado) è un film d'animazione del 2000 diretto da Bibo Bergeron e Don Paul (e da Will Finn e David Silverman per alcune sequenze), terzo lungometraggio prodotto dalla DreamWorks Animation.
Distribuito dalla DreamWorks Pictures nei cinema statunitensi il 31 marzo 2000 e italiani il 13 ottobre 2000, è il secondo film in animazione tradizionale fatto dalla DreamWorks. Ha ricevuto recensioni contrastanti da parte della critica cinematografica e fu un fiasco al botteghino, incassando $ 76 milioni in tutto il mondo contro un budget di produzione di circa $ 96 milioni. Tuttavia, la colonna sonora del film di Hans Zimmer è stata elogiata e ha vinto il Critics' Choice Movie Award nel 2001 (insieme a Il gladiatore). Nonostante la sua scarsa accoglienza iniziale, il film ha guadagnato una reputazione migliore negli ultimi anni, raggiungendo lo status di film di culto.
La trama del film è basata sulla novella L'uomo che volle essere re di Rudyard Kipling.

## Trama
Nella Siviglia del 1519, i truffatori Tulio e Miguel vincono grosse somme di denaro scommettendo con dei dadi truccati. Un giorno, giocando e riuscendo a battere un marinaio di nome Zaragoza, Tulio e Miguel entrano in possesso di una mappa che indicherebbe la leggendaria città d'oro del Nuovo Mondo, El Dorado. Ma subito dopo aver ottenuto la mappa, il loro inganno viene scoperto e nella fuga, i due finiscono accidentalmente nel recinto di un toro e poi vengono clandestinamente imbarcati su una nave diretta verso il Messico, il cui capitano, lo spietato e crudele conquistador spagnolo Hernán Cortés, li fa imprigionare. Alcuni giorni dopo, i due amici architettano un piano per poter fuggire. Una notte, mentre Cortés e i suoi uomini dormono, Tulio e Miguel salgono a bordo di una scialuppa di salvataggio assieme ad Altivo, il cavallo di Cortés. Mentre insegue una mela, Altivo finisce fuoribordo cadendo in mare. I due uomini lo salvano e lo accolgono a bordo, perdendo però nell'operazione tutti i viveri.
Dopo una tempesta, il gruppo si ritrova sulle coste del Nuovo Mondo e, seguendo le indicazioni della mappa, riesce a raggiungere El Dorado, dove Tulio e Miguel vengono scambiati per gli dei fondatori della città e quindi benevolmente accolti e venerati. Allo stesso tempo però Tulio e Miguel dovranno provare i loro poteri divini al sanguinario sacerdote Tzekel-Kan, che spera di servirsi del loro arrivo per poter ottenere il totale controllo sulla popolazione locale. Una giovane donna nativa di nome Chel scopre che Tulio e Miguel vogliono truffare la sua gente, ma promette di tenere il segreto e aiutarli se la porteranno con loro quando lasceranno la città.
Tulio e Miguel incaricano il gran capo Tannabok di costruire per loro una barca per lasciare la città con i doni in oro che hanno ricevuto, con la scusa che siano necessari nell'altro mondo. Nel frattempo, Tzekel-Kan decide di dare il via all'era del giaguaro, nella quale tutti sono obbligati a rispettare dure imposizioni e praticare sacrifici umani. Chel si avvicina romanticamente a Tulio mentre Miguel esplora la città, apprezzando la vita pacifica dei cittadini; quando Tzekel-Kan vede Miguel giocare a palla con i bambini, insiste che gli "dei" dimostrino il loro potere contro i migliori giocatori della città. Il sacerdote coinvolge Tulio e Miguel in una partita al gioco della pelota, nella quale stanno per perdere miseramente, ma Chel sostituisce la palla con un armadillo, permettendo loro di vincere. Dopo la partita, Miguel proibisce a Tzekel-Kan di sacrificare la squadra perdente, facendo ristabilire la pace nella città, con la cacciata del sacerdote. Quest'ultimo però si accorge che durante il gioco Miguel si è ferito sul capo, comprendendo la sua natura umana (nella mitologia mesoamericana, gli dei non hanno sangue) e così prepara la propria vendetta.
Intanto, tra Tulio e Chel c'è un amore reciproco e Miguel, che è stato messo da parte, ascolta una conversazione tra i due in cui essi progettano di tenere quasi tutto l'oro per loro. Deluso dal comportamento dell'amico di una vita e sempre più affascinato da El Dorado e dalle sue tradizioni, Miguel decide di restare piuttosto che tornare in Spagna con Tulio.
Nel frattempo però, con una potente magia, Tzekel-Kan scatena per la città un gigantesco giaguaro di pietra per trovare e uccidere i due falsi dei. Confrontati dal sacerdote, Tulio e Miguel mettono temporaneamente da parte i loro attriti e con una breve sceneggiata, riescono a farlo cadere assieme alla sua bestia di pietra nel mulinello ritenuto l'ingresso per Xibalba, il mondo degli spiriti: Tzekel-Kan tuttavia sopravvive e viene ritrovato da Cortés, impegnato a seguire le tracce che Miguel, Tulio e Altivo si erano lasciati alle spalle. Riconoscendo il conquistador spagnolo come il dio delle sue profezie, Tzekel-Kan accetta di condurlo a El Dorado.
Le vedette della città annunciano l'arrivo dell'esercito di Cortés proprio durante la partenza di Tulio, il quale, sapendo che i conquistadores avrebbero facilmente invaso e distrutto la città, suggerisce di schiantare la barca contro i pilastri della grotta sotto la cascata, facendo così collassare l'unico collegamento di El Dorado col mondo esterno, usando una delle imponenti cisterne della città per causare una piena e spingere l'imbarcazione: Tulio tuttavia ha difficoltà a spiegare la vela della barca e rischiano di restare schiacciati, così Miguel e Altivo saltano sulla barca per scioglierla, perdendo la possibilità di rimanere per sempre a El Dorado pur di proteggere i suoi cittadini. Il piano va a buon fine e, sopravvissuti al crollo, i due soci si riappacificano, assistendo poi alla sconfitta di Tzekel-Kan che, venendo ritenuto un bugiardo da Cortés, viene imprigionato e ridotto in schiavitù. Tulio e Miguel, seppur delusi per aver perso il loro tesoro, sanno che El Dorado è al sicuro e così insieme a Chel e Altivo partono per una nuova avventura.

## Personaggi
- Tulio: uno dei due protagonisti del film, è un truffatore spagnolo, amico e socio di Miguel. Membro pratico del duo, è intrigante, autoritario, strategico, logico e assennato, e nei momenti difficili è solitamente quello che escogita un piano intelligente. È anche molto sarcastico e tende a comandare a bacchetta Miguel. Fa del suo meglio per rimanere realista in ogni situazione per stare fuori dai guai, sebbene spesso diventi nevrotico e pensi troppo alle cose, poiché è incline all'ansia quando le cose vanno male. Si sa poco della giovinezza di Tulio, ma si può presumere che conoscesse Miguel da anni. Inizialmente è più interessato alla fama e alla ricchezza che all'avventura (al contrario di Miguel), ma è anche di buon cuore, dimostrandosi disposto a rinunciare al suo oro per proteggere i cittadini di El Dorado dall'esercito di Hernán Cortés e innamorandosi sinceramente di Chel, la ragazza che i due incontrano sulla strada per El Dorado.
- Miguel: l'altro dei due protagonisti del film, è un truffatore spagnolo, amico e socio di Tulio. È uno spirito libero, sognatore, ottimista, avventuroso, giocoso e più gentile di Tulio, anche se ingenuo, impulsivo e molto più estroverso del riservato Tulio. È lui, dopo aver vinto la mappa al gioco, a convincere l'amico a intraprendere la ricerca di El Dorado, mentre quest'ultimo avrebbe preferito non rischiare il proprio denaro per una mappa. Seppur inizialmente interessato ad prelevare oro da El Dorado, si appassiona all'esplorazione della città, un tratto caratteriale in netto contrasto con quello di Tulio. Sebbene sia spesso infantile e un po' troppo sicuro di sé, ha un forte senso della giustizia e un'anima empatica, dimostrandosi leale con i suoi amici e il popolo di El Dorado come si vede quando si impone su Tzekel-Kan cacciandolo via dalla città.
- Chel: la deuteragonista del film e interesse amoroso di Tulio, è una bellissima ragazza nativa sudamericana, abitante di El Dorado, implicitamente orfana e di classe umile. Infelice della sua vita nella città d'oro, vuole avere una vita migliore e più avventurosa. Vivace, spiritosa, astuta e intelligente, è una truffatrice naturale e uno spirito libero, proprio come Tulio e Miguel, e preferisce fare le cose senza alcun piano in mente. Sebbene sia un po' manipolatrice e provocante, è di buon cuore, sensibile e premurosa e, grazie alla sua conoscenza locale, aiuta Miguel e Tulio nel loro piano di portar via l'oro dalla città, facendo credere al gran sacerdote di essere una servitrice degli dei. Si affeziona ai due truffatori e li apprezza per quello che sono. Nel corso del film, si innamora profondamente di Tulio venendo ricambiata.
- Altivo: inizialmente il cavallo da guerra di Cortés, golosissimo di mele, e si unisce a Tulio e Miguel dopo essere caduto dalla sua nave. Si dimostra disciplinato, attento, intelligente, fedele e temerario, e a El Dorado riceve i dovuti onori in quanto destriero degli dei. Nonostante la barca su cui si trovava l'oro vada perduta alla fine del film, gli rimangono dei ferri d'oro alle zampe. Considererebbe Tulio, Miguel e persino Chel i suoi migliori amici.
- Bibo: è un armadillo che incontra il gruppo nella foresta e si unisce a loro, evidentemente perché Miguel lo ha salvato da un serpente durante il loro viaggio senza farci caso; un po' per ripagarli, li aiuta a vincere nel gioco della palla sostituendosi all'oggetto di gioco. Il nome "Bibo" non è mai detto esplicitamente, ma nel videogioco ufficiale del film l'armadillo viene chiamato così da Tulio. È sempre a caccia di farfalle di cui va particolarmente ghiotto.
- Tzekel-Kan: principale antagonista del film, è il sommo sacerdote di El Dorado. Pur essendo carismatico, autoritario e influente, è un fanatico religioso crudele, misantropico, assetato di potere e follemente sadico che crede fermamente nelle profezie riguardo all'arrivo degli dei che purificheranno la città ed è ossessionato da sacrifici umani e riti magici. Ma dopo aver compreso che Tulio e Miguel sono dei comuni mortali, decide di vendicarsi di loro scatenando un giaguaro di pietra gigante posseduto da lui; finisce però dentro il mulinello d'acqua che conduce a Xibalba. Sopravvissuto al disastro, egli diventa la guida dell'esercito spagnolo, ma dopo averli condotti verso il passaggio, che si rivela privo di accesso, viene fatto prigioniero per ordine di Cortés.
- Capo Tannabok: è lo scettico ma gentile capo di El Dorado, ed è molto amato dal suo popolo. Cerca di ottenere maggiore visibilità davanti agli "dei" proprio per frenare l'indole sanguinaria del suo rivale, il sacerdote Tzekel-Kan, ma tratta Miguel e Tulio con gentilezza, ospitalità e amicizia, facendo intuire in alcuni momenti del film di sapere che i due non sono davvero dèi.  Pur essendo normalmente un pacifista tranquillo, il Capo non perde tempo a mobilitare il suo popolo o a preparare il suo esercito, se necessario. Nonostante la sua grossa mole risulta essere incredibilmente forte.
- Hernán Cortés: antagonista assoluto del film, è un conquistador spagnolo, capo della spedizione alla ricerca degli imperi del Nuovo Mondo da conquistare, e le sue mire cadono su El Dorado. È un uomo ambizioso, spietato e pratico, che non tollera i clandestini come Miguel e Tulio e, dopo averli catturava, progettava di frustarli e trasformarli in schiavi a vita. È implicito che sia assetato di sangue e disprezzi i popoli tribali. Dopo essere sbarcato in America centrale, inizia a seguire le tracce di Miguel e Tulio per trovare l'oro. Alla fine trova Tzekel-Kan e prima lo utilizzerà come informatore, ma poi, non riuscendo a trovare El Dorado, lo riduce in schiavitù.
- Generale: è il fedele assistente di Tzekel-Kan e capo delle guardie di El Dorado. Dal fisico possente, con una cicatrice sull'occhio ed un copricapo dalla testa di giaguaro, alla fine viene usato come "ingrediente" per la diabolica stregoneria di Tzekel-Kan, che lo getta dentro il fosso contenente l'intruglio necessario al rito. Non sembra essere molto sveglio e intelligente, visto che segue ciecamente ogni comando del suo padrone senza mai lamentarsi o protestare.
- Zaragoza: è uno degli uomini di Cortés nonché colui che scommette la mappa per El Dorado contro i soldi vinti in precedenza da Miguel e Tulio. È sempre lui a rendersi conto che il duo l'ha imbrogliato con dei dadi truccati.

## Produzione
La creazione di questo film fu una sfida per lo studio perché la DreamWorks aveva destinato molti dei suoi sforzi creativi nel precedente film d'animazione, Giuseppe - Il re dei sogni uscito nello stesso anno.
I realizzatori dell'ambientazione iniziarono due spedizioni di ricerca nella penisola dello Yucatán, in Messico: le spedizioni vennero condotte dal dottor John Pohl, il consulente storico del film, un archeologo del Fowler Museum of Cultural History della UCLA, nonché stimata autorità nel campo delle civiltà precolombiane. Avendo effettuato un dottorato comparato in archeologia e produzione cinematografica, il dottor Pohl era altamente qualificato per guidare i realizzatori nella loro ricerca di autenticità e fedeltà rispetto alle civiltà che popolavano un tempo l'attuale Messico e il centro America. Si trattava prevalentemente di popolazioni Maya. Tra l'altro nel film vi sono chiari riferimenti al testo sacro Maya, il Popol Vuh, come il gioco della palla, il sacerdote giaguaro e il dio Xibalba, che vive sottoterra. Nonostante questi elementi ci facciano pensare che la popolazione abitante El Dorado (una vera riproduzione della capitale dell'impero azteco Tenochtitlán, espugnata da Hernán Cortés nel 1521) siano Maya, tale Impero cadde nel 987 d.C. per motivi non chiari, e quindi secoli prima della scoperta dell'America.
Il produttore esecutivo Jeffrey Katzenberg svela che i due protagonisti trovano le loro origini nei personaggi marginali, che spesso rubano la scena con le loro buffe trovate, caratteristici di quasi tutti i grandi film d'animazione. I realizzatori aggiungono che Tulio e Miguel si ispirano anche ai classici road movie di Bob Hope e Bing Crosby e ad altri celebri film sulle "strane coppie" di quegli anni.

## Colonna sonora
Nella versione originale, la colonna sonora del film è stata composta da Elton John. In italiano è stata cantata da Agostino Penna. È stata pubblicata su etichetta DreamWorks Records.

## Distribuzione
Il film è uscito nelle sale cinematografiche statunitensi il 31 marzo 2000, mentre in quelle italiane il 13 ottobre. La prima delle sue trasmissioni televisive in Italia è stata su Italia 1 il 27 settembre 2003.

## Accoglienza

### Incassi
Il film ha incassato 12,9 milioni di dollari nel suo primo weekend, classificandosi al secondo posto dietro Erin Brockovich - Forte come la verità. Il film ha finito la sua uscita il 29 giugno 2000, dopo aver guadagnato $ 50,9 milioni negli Stati Uniti e in Canada e $ 25,5 milioni all'estero per un totale mondiale di $ 76,4 milioni. Sulla base del suo totale lordo, La strada per El Dorado è stato un flop al botteghino, incapace di recuperare il suo budget di 95 milioni di dollari, il che lo rende il secondo peggior flop economico della DreamWorks Animation. Questo primato appartiene a Sinbad - La leggenda dei sette mari, con un incasso di soli 26,5 milioni di dollari di fronte a un budget di quasi 60 milioni.

### Critica
Su Rotten Tomatoes, il film ha un indice di approvazione del 50% basato su 107 recensioni e una valutazione media di 5,6/10. Il consenso critico del sito recita: "La storia prevedibile e i personaggi deboli rendono il film piatto." Su Metacritic, il film ha un punteggio di 51/100 basato su 29 critici, indicando "recensioni contrastanti o nella media". Il pubblico intervistato da CinemaScore ha assegnato al film "B+" come voto medio.
Come molti film della Dreamworks, in questo caso il pubblico apprezzò molto il film, al contrario della critica.
In una recensione per il Chicago Tribune, Michael Wilmington ha riassunto che "Questo film è divertente da guardare in modi che i cartoni più recenti non sono. È anche più adulto, sebbene abbia la stessa sensualità da cartone animato dei film originali. È un film vivace, anche se non per tutti i gusti. La colonna sonora di John-Rice non è così efficace come Il re leone. La sceneggiatura, sebbene intelligente, spesso sembra troppo carina e appariscente, non abbastanza emotiva." Lo storico dell'animazione Charles Solomon ha osservato la mancanza di sviluppo dei personaggi, scrivendo "Tulio e Miguel si muovono bene, ma gli animatori sembrano non avere idea di chi è chi più di quanto non ne abbia il pubblico. Kevin Kline e Kenneth Branagh forniscono le voci, ma i personaggi dicono e fanno cose simili in modi simili. Chi può distinguerli?". Paul Clinton della CNN ha scritto:" L'animazione non è entusiasmante e non porta nulla di nuovo al tavolo della magia dell'animazione", lodando le canzoni di Elton John e Tim Rice, ma notando la trama debole. Roger Ebert, del Chicago Sun-Times, ha dato al film tre stelle su quattro e ha commentato che "sebbene non sia stravagante come Z la formica o adulto come Il principe d'Egitto, è brillante e ha una buona energia, e i tipi di parentesi argute che intrattengono gli adulti ai margini della roba per i bambini.".
Le organizzazioni per i diritti degli indigeni hanno criticato il film per i suoi temi sessisti e razzisti e per la sua mancanza di sensibilità storica. Olin Tezcatlipoca, direttore del Movimento Mexica, ha sostenuto che il film descrive Cielo come un giocattolo sessuale per i due protagonisti spagnoli, e che la rappresentazione di loro come salvatori dalle barbarie dei sacrifici umani nella cultura azteca e dal collaborazionismo indigeno con Cortés "non ha rispetto per la storia."
Negli anni successivi, Jason Schwartz di Geeks ha definito il film "una gemma nascosta", elogiando le canzoni di Elton John, la colonna sonora di Hans Zimmer e la caratterizzazione di Tulio e Miguel, scrivendo che i protagonisti "si affrontano a vicenda senza sforzo. Non solo l'umorismo tra i due scorre bene, ma la loro amicizia è genuina." Anche Petrana Radulovic di Polygon ha elogiato Tulio e Miguel, le scene esilaranti e i dialoghi. Anche Cielo è accolta positivamente per il suo aspetto e la sua personalità, trovandosi al 15º posto dei 25 personaggi femminili animati più affascinanti secondo un sondaggio del pubblico su IMDb.

## Riconoscimenti
- 2001 - Saturn Award
  - Nomination Miglior colonna sonora a Hans Zimmer e John Powell
- 2000 - Annie Awards
  - Nomination Miglior film d'animazione
  - Nomination Miglior doppiaggio a Armand Assante
  - Nomination Miglior animazione dei personaggi a Rodolphe Guenoden e Darlie Brewster
  - Nomination Migliori effetti animati a Doug Ikeler
  - Nomination Miglior colonna sonora a Hans Zimmer, John Powell, Elton John e Tim Rice
  - Nomination Miglior scenografia a Christian Schellewald
  - Nomination Miglior storyboarding a Jeff Snow
- 2001 - Critics' Choice Movie Award
  - Miglior colonna sonora a Hans Zimmer
- 2001 - Kids' Choice Award
  - Nomination Miglior voce a Kevin Kline
- 2001 - Golden Reel Award
  - Nomination Miglior montaggio sonoro in un film d'animazione a Gregory King, Yann Delpuech e Darren King
  - Nomination Miglior montaggio sonoro (Colonna sonora) a Adam Milo Smalley e Vicki Hiatt

## Altri media
Dal film venne tratto un videogioco intitolato Oro e gloria: La strada per El Dorado. Le versioni per PC e PlayStation furono sviluppate da Revolution Software, e propongono le tipiche modalità di gioco di un'avventura grafica; la versione per Game Boy Color, sviluppata da Planet Interactive, è invece un videogioco a piattaforme. Tutte le versioni sono state pubblicate da Ubisoft.

## Sequel
Per il suo diciassettesimo anniversario, nel 2017, venne rivelato che La strada per El Dorado avrebbe dovuto avere un sequel con il ritorno di Tulio, Miguel, Chel e Altivo in nuove avventure. Tuttavia il film non raggiunse il risultato sperato quando uscì al botteghino negli Stati Uniti e così il sequel in programma venne cancellato.